# تحقیق ماللهند

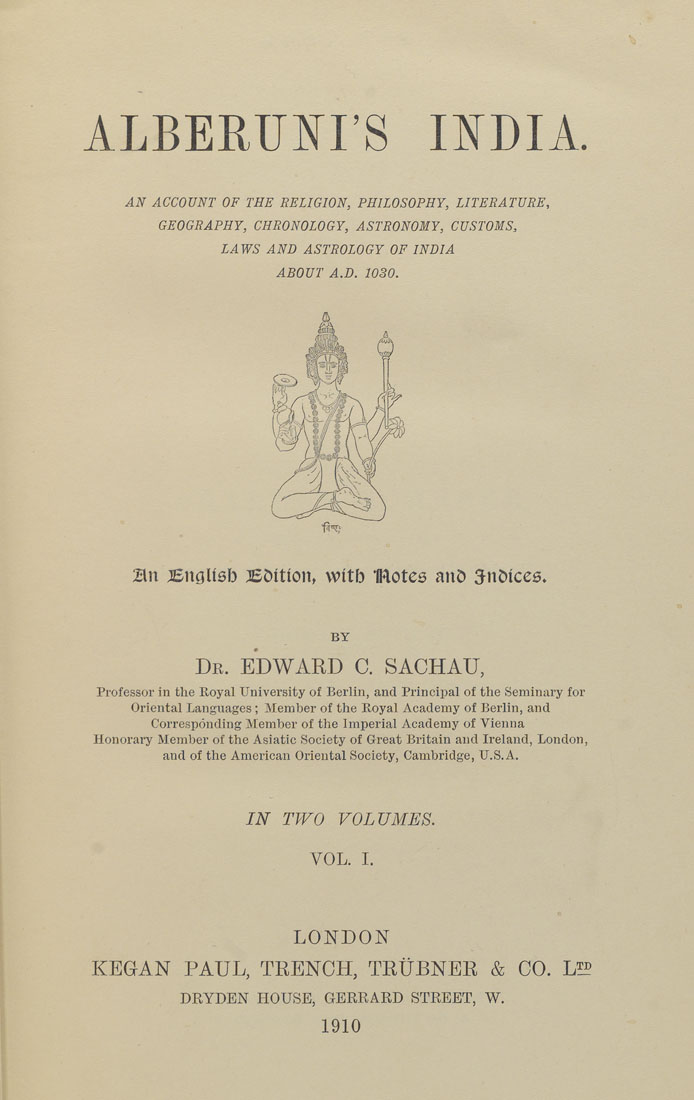
نگارهٔ روی جلد ترجمهٔ انگلیسی این کتاب مربوط به ۱۹۱۰ میلادی

تحقیق ماللهند (نام کامل کتاب به عربی: تحقیق ما للهند من مقولة مقبولة فی العقل أو مرذولة) کتابی است نوشتهٔ ابوریحان بیرونی، دربارهٔ گذشته و فرهنگ هند. اهمیت کتاب ماللهند در معتبر و مستند بودن اطلاعات آن است، و امروز که هزار سال از نگارش آن می‌گذرد هنوز به عنوان مرجعی معتبر شناخته می‌شود. بیرونی این کتاب را پس از سفری که همراه لشکر سلطان محمود به هند کرد نوشت.
ادوارد زاخائو آن را نخست به آلمانی و سپس با عنوان Albiruni's India به انگلیسی ترجمه کرد. این کتاب را محمد عربی به فارسی ترجمه کرده‌است. منوچهر صدوقی‌سها این کتاب را به فارسی ترجمه کرده است. اکبر داناسرشت بخش فلسفه این کتاب را ترجمه کرده است.

## روند نگارش
بیرونی مدت زیادی از عمر خویش را، البته به صورت متناوب در هند به سر برد. او در این مدت طولانی به مطالعه و بررسی در تاریخ، عقاید، رسوم و فلسفه مردم هند پرداخت.
گفته می‌شود که علمای هند در آغاز آشنایی با ابوریحان، به دیده شک در او می‌نگریستند و از مجالست و مصاحبت با او طفره می‌رفتند و حتی او را از نظر علمی در حد مباحثه نمی‌دانستند، اما چندی نگذشت که بیرونی توانست اعتماد دانشمندان هندی را جلب کرده و با دعوت از آنان و ترتیب دادن جلسات متعدد توانست شمه‌ای از تمدن اسلامی ایران را به ایشان نشان داده و در مقابل مطالعات عمیقی در رسوم و پیشینه آنان داشته باشد.